# Titušky

Titušky al Gabinetto dei Ministri dell'Ucraina, 24 novembre 2013

Titušky (plurale, in ucraino тітушки?; in russo титушки?, tituški) è un termine coniato dai partecipanti delle manifestazioni di Euromaidan in Ucraina nel 2013. Il termine veniva usato per indicare dei "ragazzi corpulenti" filo-governativi che avrebbero agito come agenti provocatori contro i manifestanti, unendosi alle forze dell'ordine e aiutandole.

## Vadym Tituško
Il termine Titušky deriva dal cognome di Vadym Tituško, un praticante di arti marziali miste di Bila Cerkva che aveva attaccato i giornalisti di Channel Five il 18 maggio 2013, durante "Rise up, Ukraine!", una manifestazione dell'opposizione ed è stato accusato di essere stato pagato per proteggere i manifestanti pro-governo. Tituško dichiarò invece di essere favorevole alle proteste antigovernative di Euromaidan e di non aver gradito come il suo cognome fosse stato usato per indicare le forze filo-governative. Tituško aveva inoltre affermato di essere stato assunto proprio dall'opposizione per proteggere i manifestanti e di essere stato scambiato per filo-governativo dai militanti di Svoboda con i quali, insieme ad altri, si è sviluppata una rissa.
Nel 2022 il caso contro Tituško è stato chiuso con la sua assoluzione e l'atleta ha dichiarato di voler intentare causa contro l'Ucraina "al fine di compensare equamente i danni causati a spese dello stato". Nel 2023 si era arruolato nella 72ª brigata "Chorni Zaporozhtsi" dell'esercito ucraino.

## Utilizzo del termine
Radio Free Europe ha descritto i titušky come "ragazzi corpulenti vestiti sportivamente che agiscono come agenti provocatori. Reprimono i manifestanti o provocano scontri con l'obiettivo di offuscare le proteste pacifiche".
Foreign Policy, senza mostrare prove, riporta che "secondo quanto riferito", i titušky sarebbero stati pagati dal governo ucraino per commettere violenze a fianco della polizia, oppure per fingersi dimostranti violenti e antigovernativi per giustificare la repressione della polizia.